# St-Martin (Abancourt)

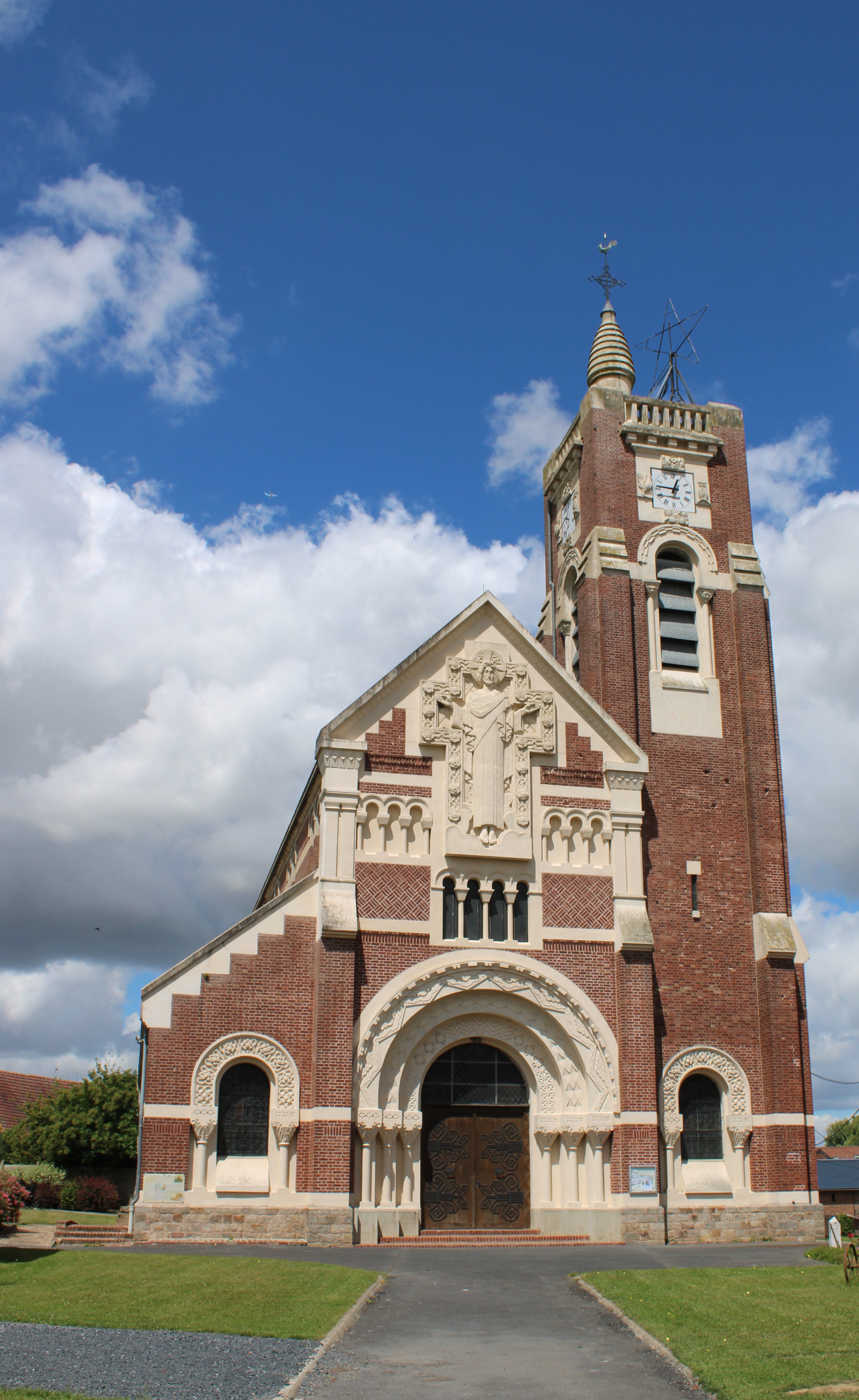
Kirche St-Martin in Abancourt

Die römisch-katholische Pfarrkirche St-Martin in Abancourt, einer französischen Gemeinde im Département Nord in der Region Hauts-de-France, wurde ab 1923 an der Stelle eines im Ersten Weltkrieg zerstörten Vorgängerbaus errichtet.

## Beschreibung
Die dem heiligen Martin geweihte Kirche wurde nach Plänen des Architekten Pierre Leprince-Ringuet erbaut. Die Kirche aus Stahlbeton an der Place de l'Église wurde mit Ziegelsteinen verkleidet. Über dem rundbogen Haupteingang ist Christus als Relief dargestellt. Er trägt das lange Kleid eines Philosophen. Rechts des Eingangs überragt ein rechteckiger Glockenturm das Kirchenschiff. 
Der runde Chor ist mi Fresken ausgemalt, die das Leben des heiligen Martin zum Thema haben. 